# 灰白绣眼鸟
灰白绣眼鸟（学名：Zosterops flavilateralis）是绣眼鸟科绣眼鸟属的一个种，分布于肯尼亚中东部和坦桑尼亚东部地区。该物种曾被认为是白胸绣眼鸟的亚种，但后来被列为独立物种。